# Flugplatz-Längenklassen in Spanien
Die Flugplatz-Längenklassen in Spanien (spanisch Servidumbres de Aeródromos) kennzeichnen die nutzbare Pistenlänge von Start- und Landebahnen auf Flugplätzen mit fünf verschiedenen Kennbuchstaben A, B, C, D und E.
Die Kennbuchstaben der nutzbare Pistenlänge wurden gemäß den ICAO-Richtlinien wie folgt für ganz Spanien festgelegt und vom Ministerio de Fomento, Dirección General de Aviación Civil (DGAC) per Dekret veröffentlicht: 
- A,  mehr als 2100 Meter
- B, zwischen 1500 und 2100 Meter
- C, zwischen 900 und 1500 Meter
- D, zwischen 750 und 900 Meter
- E, weniger als 750 Meter

Die Bezugsstartbahnlängen geben die maximal nutzbare Pistenlänge für Start und Landung in Meter bezogen auf ICAO-Standardatmosphäre an. Die spanische Kennzeichnung unterscheidet sich gegenüber den nur vier und kürzeren Längenkategorien der ICAO-Empfehlung, die im ICAO-Annex 14 verzeichnet sind. ICAO Angaben werden auch zweistellig ausgedrückt. 